# Balanopales
Balanopales is een botanische naam, voor een orde van tweezaadlobbige planten, de naam is gevormd uit de familienaam Balanopaceae.
Een orde onder deze naam werd erkend door het Wettsteinsysteem, met de volgende samenstelling:
- orde Balanopsidales [sic, nu Balanopales]
familie Balanopsidaceae [sic, nu Balanopaceae]

Dit was ook de omschrijving in het Dahlgrensysteem en het Revealsysteem:
- orde Balanopales
familie Balanopaceae

Daarentegen hanteert het Thornesysteem (1992) een orde met de volgende samenstelling:
- orde Balanopales
familie Buxaceae
familie Didymelaceae
familie Daphniphyllaceae
familie Balanopaceae

Meestal echter wordt een dergelijke orde niet erkend.